# Алјушанс Ист (Аљаска)
Алјушанс Ист (енгл. Aleutians East) је округ у америчкој савезној држави Аљаска.

## Демографија
По попису из 2010. године број становника је 3.141, што је 444 (16,5%) становника више него 2000. године.
| Група                 | 2000.         | 2010.         |
| Амерички староседеоци | 1.005 (37,3%) | 876 (27,9%)   |
| Белци                 | 521 (19,3%)   | 425 (13,5%)   |
| Афроамериканци        | 45 (1,7%)     | 219 (7,0%)    |
| Азијати               | 715 (26,5%)   | 1.130 (36,0%) |
| Хиспаноамериканци     | 339 (12,6%)   | 385 (12,3%)   |
| Укупно                | 2.697         | 3.141         |